# 勒朗
勒朗（法語：Relans，法語發音：[ʁəlɑ̃]）是法国汝拉省的一个市镇，位于该省西部，属于隆斯勒索涅区。

## 地理
勒朗（46°45'46"N, 5°26'48"E）面积4.74 平方千米，位于法国勃艮第-弗朗什-孔泰大區汝拉省，该省份为法国东部内陆省份，北起上索恩省，西北接科多尔省，西临索恩-卢瓦尔省，南至安省，东与杜省和瑞士接壤。
与勒朗接壤的市镇（或旧市镇、城区）包括：科默纳耶、布莱特朗、沙佩勒沃朗、代讷、楠斯。

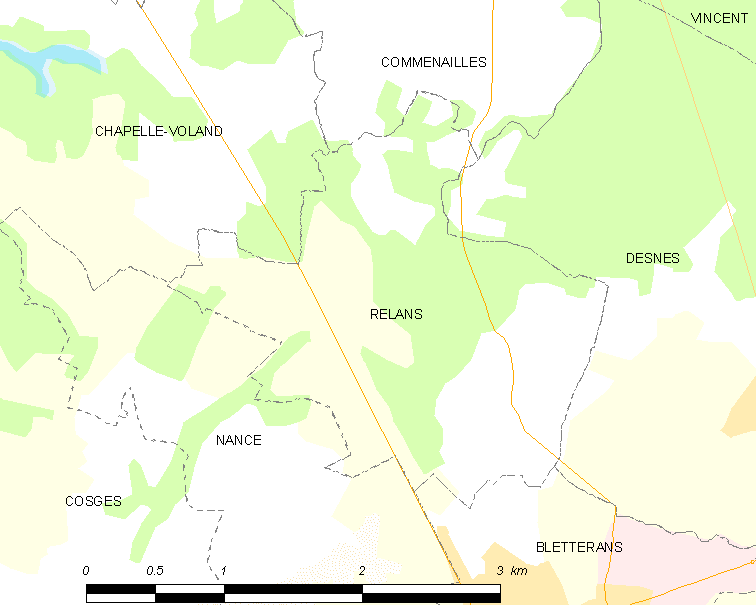
勒朗的OSM定位图

勒朗的时区为UTC+01:00、UTC+02:00（夏令时）。

## 行政
勒朗的邮政编码为39140，INSEE市镇编码为39456。

## 政治
勒朗所属的省级选区为布莱特朗县。

## 人口

1962-2008年间勒朗人口变化图示

勒朗于2022年1月1日时的人口数量为348人。